# Diduga albida
Diduga albida är en fjärilsart som beskrevs av George Francis Hampson 1914. Diduga albida ingår i släktet Diduga och familjen björnspinnare. Inga underarter finns listade i Catalogue of Life.